# スクールバス

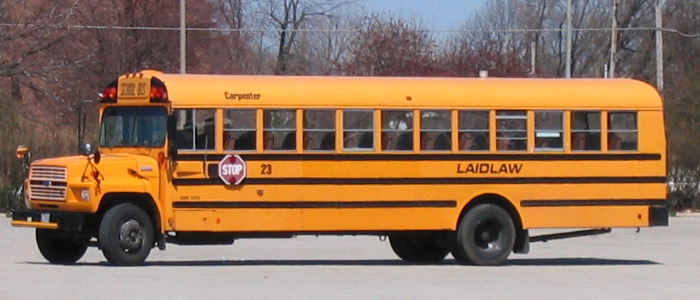
アメリカ合衆国の一般的なスクールバス。国や地域によっては黄色であることが多いが、日本ではそう定められてはいなく少ない。

スクールバス (school bus) とは、学生・生徒の通学を目的として運行されるバスのことである。本項では、日本の幼稚園・保育所の送迎バスである幼児バスを含むこととする。
始業時刻と終業時刻に合わせて学生・生徒が居住している住宅地域と学校（幼稚園などを含む）の間、学校最寄りの鉄道駅と学校の間、離れたキャンパス間などを結ぶ形で運行される。運行主体は、一般的に学校を運営している団体（学校法人など）であり、学校関係者（生徒や教員など）以外の利用は基本的にできない。

## 日本におけるスクールバス
日本では、一部の幼稚園や保育所（幼児バス）、生徒の移動に介助を必要とする特別支援学校、公立小学校・中学校、最寄駅から距離のある一部の私立学校、外国人学校（ブラジル学校など）、自動車教習所・フィットネスクラブ・学習塾などがスクールバスを運行している。
特別支援学校の場合、高等部の生徒については自力通学を原則としているため利用できないケースが多い。運行時刻や経路、停車地も基本的にはその学校の関係者にしか告知されていないが、不特定多数が閲覧可能なウェブサイトなどで公開されている例もあり、部外者が運行時刻を知ることは必ずしも不可能というわけではない。特に部外者が学校に用事がある際（例・大学や私立高校のオープンキャンパス、学校見学、学園祭、入学試験など）に、最寄駅からのスクールバスの利用を案内している学校においては、公開しているケースが多い。

### 運行形態
学校が運行主体となっているものでは、主に私立学校や幼稚園に多い。また、自治体が運行主体となっているものは主に公立小中学校用であり、居住地と学校が遠く離れている過疎地や山間部の地域などで多く運行されている。特に、人口密度が低く学校が少ないほか冬季における徒歩や自転車での通学が困難な北海道に多い。
実際の運行方式としては、学校・地方公共団体自身が一切を保有・運行する法規上の自家用バスと、道路運送法第3条に基づく一般貸切旅客自動車運送業（貸切バス）あるいは特定旅客自動車運送事業（特定バス）としてバス事業者やタクシー事業者に委託する方式がある。元来は特定バスによる運行であったが、国自旅第628号『一般貸切旅客自動車運送事業者と旅行業者等との間で締結する年間契約等に対する取り扱いについて』（2014年3月31日発報）によって、貸切バスでのスクールバスの運行が可能になった。
自家用バスの場合、車両は自前で保守管理し、運転士も自前で雇用する（派遣の場合もある）。自家用バスのためナンバープレートは白色で、大型一種免許または中型一種免許で運転することができるが、就業規則で大型二種免許保有者しか運転士を採用しないところもある。
特定輸送の形態として運行される場合、車両はバス事業者の所属であり（ただし、車両には委託元の学校名が大きく描かれ、運行するバス会社の名前は車体の隅のほうに小さく表示されることがほとんどである）、ナンバープレートは事業用自動車である緑色2ナンバー（路線バスや観光バスと同様の形態）となる。そのため、運転士は、大型二種免許所持者である。特別支援学校では、車椅子リフトなど一般のバスとは構造が異なる部分もあることから、8ナンバー車が多い。また、バス専用車線・バス優先車線で路線バスとして扱われる。
乗合バス事業者が、学校の最寄りの鉄道駅などから学校の間に学生・生徒向けのバスを運行する場合もある。この場合は運賃等が通常の路線バスと同額か、若干割引、あるいは無料扱いになっていることも多い。このようなバスについては、一般乗合旅客自動車運送事業による運行（普通の路線バス）であり上述したスクールバスとは別物と考えられている。特別支援学校以外の公立学校ではスクールバスを運行している所が稀少であり、大半は路線バス利用になる。
獨協埼玉中学校・高等学校や埼玉県立大学のように、登下校時も含め、通常は有料の路線バス（朝日自動車）を運行し、文化祭や入試、学校見学会等のイベント時は臨時増発便として、無料のチャーター便を運行する所もある。反対に秀明八千代中学校・高等学校のように登下校時のみ無料バスを運行し、閑散時は通常のちばレインボーバスの路線の一部として運行している所もある。
学校から相当離れた地域まで長距離のスクールバスが運行される例もある。例えば、城西国際大学では東京駅・横浜駅（東京湾アクアライン・木更津駅経由）・西船橋駅・成田駅（成東駅経由）から大学関係者および来校者向けの有料シャトルバスが運行されている。また、神姫グリーンバス篠山営業所にあるスクールバス車両は路線バス運用を兼ねながらスクールバス運行を行っている。早稲田佐賀中学校・高等学校では、福岡市からの通学者のために、高速バス「からつ号」の唐津方面第一便と第二便を校門前にある唐津城入口停留所を経由させることで対応している。
国際十王交通では立正大学熊谷キャンパス及び東京福祉大学伊勢崎キャンパスをそれぞれ発着する乗合バス路線において、学生および教職員は証明書提示で運賃無料扱いとしており、路線バスとスクールバスを掛け合わせた性格をしている。立正大学発着路線では平日・休日ダイヤではなく、開校日ダイヤと休校日ダイヤに分かれている。東京福祉大学発着路線では元々受託していたスクールバスを既存の乗合バス路線に統合している（これによりスクールバスから見れば本数が大幅に増えた一方で、直通では無い為に所要時間が増している）。
カリタス小学校では登戸駅に専用乗場を設置して自家用バスで運行していたが、殺傷事件発生により2019年6月からは川崎市営バスのチャーター便に切替、専用乗り場を閉鎖し、路線バスと同じ場所に変更した。なお、カリタス学園ではスクールバスは小学生専用となっており、中学生以上は路線バスを使用する事になっている。

### 法規
道路交通法第七十一条二の三にて、乗降中の通学通園バスを車両等で通過する際には、徐行が義務付けられている。
道路運送車両の保安基準第十八条9にて、小中学校、幼稚園、保育所、特別支援学校などの送迎に専従される乗車定員11人以上のバスには、車体の前後左右に標識の表示が義務付けられている。
また、幼児専用車に関しては、定員に関らず以下の保安基準が定められている。
- 補助席の禁止（第二十二条6）
- シートベルトの免除（第二十二条の三）
- 通路の設置（第二十三条2）
- 立席の禁止（第二十四条）
- 左側面に幼児向けの乗降口（第二十四条2、第二十四条6）
- 非常口の設置（第二十六条）
- 消火器の設置（第四十七条）

#### 料金
スクールバスの料金は次のように定められている。
1. 日車時間運賃額 = 時間あたり運賃 × [1日あたりの走行時間（出庫から入庫まで・回送時間含む・30分未満切り捨て・30分以上切り上げ・累計3時間未満であった場合は3時間に切り上げ） + 2時間（点呼点検時間）]
2. 日車キロ運賃額 = キロあたり運賃 × [1日あたりの走行距離（出庫から入庫まで・10 km未満切り上げ）]
3. 年間運賃額 = （日車時間運賃額 + 日車キロ運賃額） × 365日 × 実働率

### 在日米軍基地におけるスクールバス
在日米軍関係者子弟向けに、基地内の学校に通うためのスクールバスが運行されている。
沖縄では日本の民間企業であるセノンが運行している（1999年までは琉球バスが運行）。車両はアメリカ合衆国本土と同様に黄色の塗装で、側面にはSTOPと表記された板が装備されており、車椅子で乗車可能な車両も数台ある。運行は基地内のみで、外部の一般道では使用していない。

## アメリカ合衆国におけるスクールバス

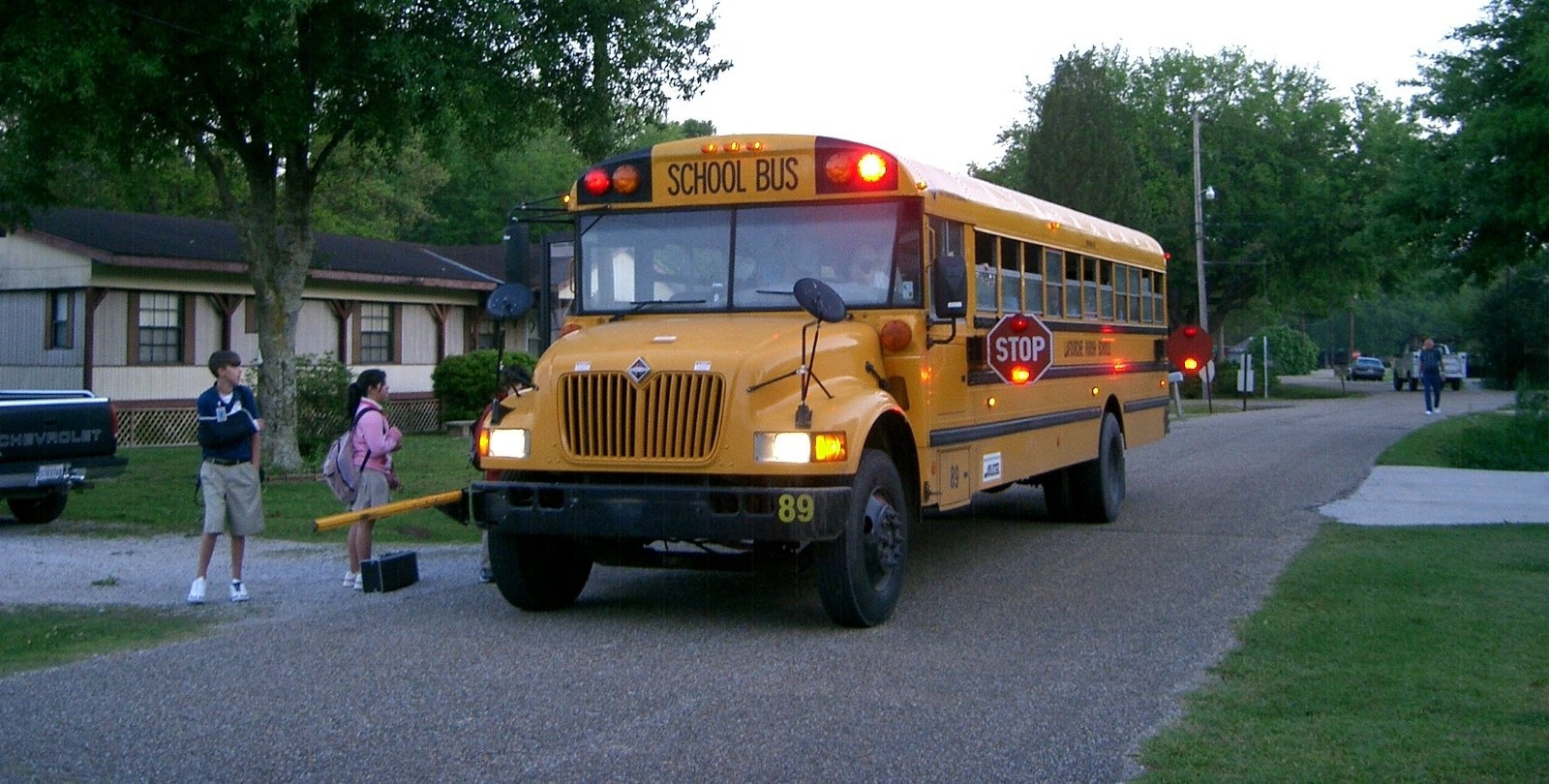
子どもが乗車するスクールバス。ライトが点滅し、STOPの板が起き、遮断バーが前方に出ている。

アメリカ合衆国では、19世紀末期から20世紀初頭にかけて、都市近郊から遠く離れた地域の生徒のために運行が開始された。しかし次第にスクールバス導入は、広い国土や通学の安全性よりも、人種問題の解消が目的とされるようになってきた。20世紀半ばまでアメリカは白人の通う学校と黒人の通う学校に分かれていた。1954年に合衆国連邦最高裁が人種で学校を分けることを違法としたが、郊外化が進む中で白人は郊外に、黒人はインナーシティにという人種の住み分けが起こってしまい、学校における人種の偏りは改善されないままであった。
その解決法として考案されたのが、人種統合バス通学（Desegregation busing）である。1971年に連邦最高裁が合憲としたもので、「強制バス通学」とも呼ばれる。白人とマイノリティーの割合が一定になるように、黒人を郊外へ、白人を都心部へ通学させたため、多くの子どもたちが自宅から遠く離れた学校へ通うことを余儀なくされた。その後マグネット・スクール、チャーター・スクール、越境通学、ホームスクーリングなど多様な教育形態が生まれたことで、ようやく1990年代に強制的なバス通学は終わった。
近年は人種統合という目的よりも、ますます郊外が広がり徒歩や自転車による通学が長距離となり困難または犯罪や交通事故に巻き込まれるのを防ぐため、そしてマグネットやチャーター・スクール、ESL、特別支援教育といった学区全体（日本の都道府県に相当する面積のものもある）の生徒を対象にした学校が様々な場所に位置するため、通学にバスが利用されている。
その一方、バスの代わりに自家用車で通学する子どももいる。いわゆる「カギっ子」状態は、アメリカにおいては保護者が児童虐待の疑いを受ける可能性があり、バスの到着時刻前に両親ともに出勤する共働き家庭では、親が出勤途中に学校で子どもを降ろして、始業時間まで早朝学童保育 (Before school Program) に預けるのが一般的である。また少数だが、小学校低学年ではスクールバスでの喧嘩やいじめを避けるために、親が車で送り迎えをする家庭もある。このほか、学区を越えた通学はバスのサービスを受けられないことが多く、車で通学する。
スクールバスは、小・中・高校の始業時間を時間差にして使い回しすることもある。一般的には高等学校の始業時間が最も早い。理由の一つとして、小学生以下の放課後のカギっ子状態を避けるため、中高生の兄や姉が先に帰宅して迎えられるよう配慮されているためである。高校の校区は広大であるためバス路線も長く、午前6時前後に到着するような地域もあるため 運転免許証を取得して自分の車で通学する高校生も多い（路線バスが発達した地域では、高校生がスクールバスではなく一般のバスを利用する学区もある）。また、登下校以外（遠足など）にもスクールバスを利用する。

### 車両
アメリカ合衆国では単に「スクールバス」といった場合、黄色い車両のことを指すことが多い。スクールバスはすべて黄色（スクールバス・イエロー）でなければならないと連邦統一安全規格によって決められている。トラックのシャシーにコーチビルダーが車体を架装したものが主流で、大きさや外観によってA, B, C, Dの4つの規格区分が存在する。
また道路上での立場は、自家用車と比較するとかなり高い。その一例として、スクールバスが学生の乗降を扱っている際のルールが挙げられる。乗降扱い中は、運転席上部のライトが点滅、車両側面からSTOPと表記された赤い八角形のサインボードが出て、子どもがむやみにバスの前を横切らないよう遮断バーが前方に飛び出す。この時、後続車はたとえ片側に何車線あっても追い越しを行なってはならない。また中央分離帯がない場合は、対向車も停止しなければならないことになっている。このため、アメリカで自動車を運転する場合は、特にスクールバスに対する注意が必要となる。

## 事件・事故
- 2011年4月7日 - ガザ地区から発射された対戦車ミサイルがイスラエル南部に着弾。スクールバスが被弾して16歳の少年が重傷、バスの運転手が軽傷を負った[8]。
- 2018年8月9日 - イエメン サアダ県にてスクールバスがサウジアラビアを含むイエメン政府連合軍からのレーザー誘導弾による爆撃を受けて子供40人を含む51人が死亡[9]。
- 2019年5月28日 - 川崎市登戸通り魔事件
- 2021年7月29日 - 中間市保育園バス5歳児死亡事件
- 2022年9月5日 - 牧之原幼稚園バス3歳女児死亡事件